# Elementarladdning
Elementarladdningen, betecknad e (observera kursiveringen), är den minsta positiva elektriska laddning som antas förekomma fritt i naturen. I den senaste versionen av SI-systemet, som började gälla den 20 maj 2019, är elementarladdningen en av de sju definierande konstanterna. Det numeriska värdet är definierat till 1,602 176 634 × 10−19 coulomb.  En elektrons elektriska laddning är −e. 
Elementarladdningen ansågs länge vara den minsta möjliga laddning som en partikel kan ha. I kvarkmodellen tillskrivs dock varje kvark en laddning vars storlek är antingen ±1/3 eller ±2/3 av elementarladdningen. Enstaka kvarkar kan emellertid inte förekomma fritt utan 2 eller 3 kvarkar är alltid förenade så att summan av laddningarna blir en heltalsmultipel av e. Exempelvis består protonen av två kvarkar med laddning +2/3 och en med laddning −1/3, varvid protonladdningen blir lika stor som elektronens, men med motsatt tecken.
Elementarladdningens storlek bestämdes första gången med noggrannhet 1909 genom Millikans oljedroppsförsök.